# Mole par mètre cube
La mole par mètre cube (symbole mol/m3) est l'unité dérivée de concentration (de quantité de matière) du Système international (SI). En pratique, et surtout en chimie, on utilise plus souvent la mole par litre (mol/L). 1 mol/L = 103 mol/m3.